# 우에스기 나가카즈
우에스기/조조 나가카즈(일본어: 上杉/上条 長員, 덴쇼 2년(1582년) ~ 겐나 9년 음력 8월 24일(1623년 음력 9월 18일))는 에도 시대 초기의 하타모토이다. 법명은 소린(宗林). 아내는 오토모 요시노리의 딸이며, 자식은 나가마사, 나가사다 등이 있다.
나가카즈는 하타케야마 요시하루의 차남으로 태어났고, 어머니는 나가오 마사카게의 딸이다. 아버지 요시하루가 우에스기 겐신의 양자가 되었기 때문에, 우에스기라는 성을 쓰게 되었다. 훗날 요시하루는 하타케야마 성으로 돌아가지만, 나가카즈는 우에스기 가문에 큰 은혜를 입었기 때문에 그대로 우에스기 성을 계속 쓰게 된다. 그러나 우에스기는 원래 후지와라(귀족 가문) 계통의 성이고, 하타케야마는 겐지(무사 가문) 계통의 성이었기 때문에, 당시 나가카즈가 후지와라와 겐지 중 어느 쪽에 속하는 것으로 봐야할지에 대해 논란이 있었다고 한다. 게이초 6년(1601년) 11월에 처음으로 도쿠가와 이에야스를 알현하였고, 이에야스로부터 시모사와 히타치 등지에 1490석의 녹봉을 받게 되어, 에도 막부의 하타모토(쇼군의 직속무사)가 된다. 이에야스의 명령으로 게이초 9년(1604년)부터는 히데타다를 섬기게 되었다. 겐나 원년(1615년)에 사망했다. 향년 42세. 고이시가와의 렌카지에 묻혔다.
| 전임 (하타케야마 요시하루) | 제1대 고가 우에스기 가 당주 1601년 ~ 1623년 | 후임 우에스기 나가마사 |